# 谷川功
たにかわコウ（たにかわ こう、1982年7月6日 - ）は、日本の俳優。KsProject主宰。劇団崖っぷちウォリアーズに所属。2024年より芸名を本名の「谷川 功」から「たにかわコウ」に変更。

## 略歴
愛知県出身。15歳より地元名古屋にある巣山プロダクションへ所属。
2002年に堤幸彦監督より嵐主演映画『ピカ☆ンチ LIFE IS HARDだけどHAPPY』への出演が抜擢され活動の拠点を東京へ移す。
2009年、株式会社NEWSエンターテインメントの大人部門であるおとなちゃれんじへ移籍。
2013年8月、株式会社RUFへ移籍。
2015年より、劇団崖っぷちウォリアーズへ加入。
2016年、所属劇団である崖っぷちウォリアーズの本公演「そこにある場所」にて、脚本家としてデビュー。
2017年、コントユニット『Wa×Ta×Su』を結成。
2018年1月、創作バンド『二〇周年（祝）』としてデビュー。
2018年、舞台「ゼッタイ、幸せになってやる！」にて演出を担当して以降、崖っぷちウォリアーズの全公演を演出。
2018年4月13日、アルバイトとして飲食店で勤務していたところ、客として訪れていた遠藤要に飲食料金で因縁を付けられた挙げ句、顔面を数発殴られ怪我をし、16日に被害届を提出した。
2019年末、株式会社RUFを退所。現在はブレイブエンタテインメントと業務提携を行なっている。
2024年4月、KsProjectを旗揚げ。

## 人物
- 身長：159cm。
- 体重：52kg。
- 血液型：B型。
- 趣味：ソロキャンプ。
- 免許：資格：中型8t限定免許・大型自動二輪免許・玉掛技能講習修了証

## 出演

### 映画
- ピカ☆ンチ LIFE IS HARDだけどHAPPY（2002年、堤幸彦監督）
- ピカ☆☆ンチ LIFE IS HARDだからHAPPY（2004年、堤幸彦監督）
- 力道山（2006年、韓国では2004年に公開、ソン・ヘウン監督）
- パッチギ! LOVE&PEACE（2007年、井筒和幸監督）
- TRICK -劇場版2-（2006年、堤幸彦監督）- くめくん 役
- くちづけ（2013年、堤幸彦監督） - 島ちん 役
- 昭和歌謡危機一髪!（2014年、すずまさ監督） - 佐伯 役
- A・F・O（2014年、堤幸彦監督）
- ピカ☆★☆ンチ LIFE IS HARD たぶんHAPPY（2014年、木村ひさし監督）

### ショートフィルム
- OLD MAID - 主演
- ピエロ - ピエロ 役

### テレビ
- 中学生日記（1998年、NHK）
- キッズ・ウォー（1999年、中部日本放送制作・TBS系列）
- アゲイン〜ラヴ・ソングをもう一度〜（1999年、TBS系列）
- 夜回り先生（2004年10月27日、TBSテレビ）
- 加藤家へいらっしゃい! 〜名古屋嬢っ〜（2004年、名古屋テレビ放送、堤幸彦監督） - 加藤保 役
- 劇団演技者。ロンリー・マイルーム（2005年、フジテレビ） - 橋本慎吾 役
- 鉄道警察官・清村公三郎2 瀬戸内海を渡る殺意（2006年3月29日、テレビ東京）
- 仮面ライダーW（2009年、テレビ朝日）
- 連続ドラマW 天の方舟（2012年、WOWOW） - 白井 役
- 警部補 矢部謙三2（2013年、テレビ朝日）
- 花嫁のれん3（2014年、東海テレビ） - 石井伸一 役
- その男、意識高い系。（2015年、NHK BSプレミアム）
- 痛快TVスカッとジャパン（2016年、フジテレビ）
- 日曜劇場 99.9-刑事専門弁護士- SEASON2（2018年、TBSテレビ）
- ボイス 110緊急指令室（2019年、日本テレビ）
- 連続ドラマW　パレートの誤算　～ケースワーカー殺人事件（2020年、WOWOW）
- おカネの切れ目が恋のはじまり（2020年、TBSテレビ）
- 木曜ドラマ警視庁アウトサイダー第3話（2023年、テレビ朝日）
- 大河ドラマ光る君へ第2話〜9話(2024年、NHK) - 磯丸 役

### Webドラマ
- SPECサーガ黎明篇「サトリの恋」（2018年10月、Paravi） - 山田正信 役

### 舞台
- 劇団創造公演
- 神田時来組「幕末ノ丘」（2006年、泉堅太郎演出、シアターサンモール）
- 劇団たいしゅう小説家「人生最良みたいな〜!日?〜葬儀と結婚式が同じ日に?!〜」（2007年、鬼頭理三演出、古怒田健志作、東京芸術劇場）
- 巣山プロプロデュース公演「ココロの箱〜あたたかいと思ったんだ〜」（2007年、東和始演出、鈴木純子作、愛知県芸術劇場）
- 劇団RUTE30「ひなかの金魚」（2008年、神徳幸冶演出、黒木久勝・神徳幸治作、笹塚ファクトリー）
- projectDREAMER「アメノキオク…」（2008年、林邦應作・演出、CopasticCafeDiningBar）
- 劇団コラソン「先輩かっけ〜っす！！」（2009年、植田朝日作・演出、CopasticCafeDiningBar
- 劇団RUTE30「KABUTOMUSHI」（2009年、神徳幸冶演出、黒木久勝・神徳幸治作、シアターグリーン BIGTREETHEATER）
- 劇団コラソン「先輩かっけ〜っす！！〜劇場版〜」（2009年、植田朝日・林邦應演出、植田朝日作、下北沢シアター711）
- 一番星ブラザーズ「ジャック」（2009年、永田圭吾演出、作：渡辺雄介作、劇場MOMO）
- 劇団K助Presents「オムニー」（2010年、萩森淳作・演出、金沢知樹総合演出、野方区民ホール）
- 一番星ブラザーズ「スイッチ」（2011年、越村友一演出、渡辺雄介作、劇場MOMO）
- 劇団K助Presents「オムニー4」（2011年西条みつとし作・演出、金沢知樹総合演出、北沢タウンホール）
- 東京セレソンDX「ガッツ・ザ・セレソン〜永田恵悟 笑いと涙の引退興業〜」（2012年、須加尾由二演出、福田優・チームスガオ作、シアターサンモール）
- 東京セレソンDX「ピリオド」（2012年、宅間孝行作・演出、中野ザ・ポケット / 四日市市文化会館）
- 劇団K助Presents劇団P助「LIFE OFF」（2012年、萩森淳作・演出、ウッディシアター中目黒）
- 崖っぷちウォリアーズ「2番目の女たち。」（2013年、大岩美智子演出、渡辺雄介作、中野HOPE）
- 一番星ブラザーズ「ロボット」（2014年、越村友一演出、渡辺雄介原案、森由月脚本、銀座みゆき館劇場）
- 崖っぷちウォリアーズ「Cloud9」（2014年、須加尾由二作・演出、高円寺明石スタジオ）
- 崖っぷちウォリアーズ「そこにある場所」（2016年、須加尾由二演出、谷川功作、中野MOMO）
- 劇団K助Presents「ウエディング＆ハプニング」（2016年、萩森淳演出、金沢知樹作・総合演出、ウッディシアター中目黒）
- しまぁ〜ん共和国「秀樹のヒロイン」「悲劇のヒドイン」（2016年、島根さだよし作・演出、サンモールスタジオ）
- しまぁ〜ん共和国「HOTEL死界覚」（2017年、島根さだよし作・演出、新宿村LIVE）
- 幌張馬車（ポジャンマッチャ）「ピラニアの甘噛み」（2017年、木村ひさし演出、入月謙一作、文化シヤッターBXホール）
- 崖っぷちウォリアーズ「ゼッタイ、幸せになってやる！」（2018年、谷川功演出、我善導作、中野MOMO）
- 崖っぷちウォリアーズ「中野演劇フェス！！」（2018年、作演：井上テテ、作：西永貴文・渡辺雄介・我善導、演出：すがおゆうじ・谷川功、中野BONBON）
- RUFプレゼンツ「フレフレ男子ステージ！」（2019年、作演出：谷川功、西麻布Super eight）
- グループ虎×Keys＆Edge Project「新宿のありふれた夜」（2019年、高橋征男作・演出、シアターX）
- ACTOR'S TRIBE ZIPANG「ファイアマンの遺言」（2019年、鳳恵弥作・演出、池袋シアターグリーンBASE THEATER)
- 100点un・チョイス！「Team」（2019年、相馬あこ作・演出、シアターサンモール）
- 劇団BMI「Jugend～青春～」（2019年、兵頭結也作、松下軽美脚色・演出、コフレリオ新宿シアター）
- グループ虎 × 縁劇人「Les Miserables～惨めなる人々～」（2020年、原作：ヴィクトル・ユゴー、構成・演出：高橋征男、シアターX）
- 崖っぷちウォリアーズ「極人」（2021年、作：渡辺雄介、演出：谷川功、サンモールスタジオ）
- グループ虎 × 縁劇人「Les Miserables～惨めなる人々～」（2021年、原作：ヴィクトル・ユゴー、構成・演出：高橋征男、シアターX）
- 崖っぷちウォリアーズ「ゼッタイ、幸せになってやる！！」（2022年、作：我善導、演出：谷川功、テアトルBONBON）
- 崖っぷちウォリアーズ「8eight」（2023年、作：渡辺雄介、演出：すがおゆうじ、下北沢駅前劇場）

### CM
- モンスターストライク
- リクナビ(リクルート)
- ビーイング
- NTTドコモ静岡

### 演出
- 舞台「ゼッタイ、幸せになってやる！」崖っぷちウォリアーズ
- 舞台「中野演劇フェス！！」崖っぷちウォリアーズ
- 舞台「フレフレ男子ステージ！」RUFプレゼンツ
- 舞台「極人」崖っぷちウォリアーズ
- 舞台「ゼッタイ、幸せになってやる！！」崖っぷちウォリアーズ（再演）
- 舞台「ネイバー」KsProject

### 脚本
- 舞台「そこにある場所」崖っぷちウォリアーズ
- 舞台「フレフレ男子ステージ！」RUFプレゼンツ

### プロデュース
- 2024年4月　舞台「ネイバー」KsProject
- 2024年5月　舞台「涙、すりおろし」KsProject
- 2024年7月　舞台「母のカレーができるまで」KsProject